# Albizia adinocephala
Albizia adinocephala là một loài thực vật có hoa trong họ Đậu. Loài này được (Donn.Sm.) Record miêu tả khoa học đầu tiên.